# Prieto de la Cal
Prieto de la Cal es una ganadería de toros bravos de la provincia de Huelva y que pertenece a Tomás Prieto de la Cal y Picón, IV marqués de Seoane. Este hierro es uno de los más consolidados y prestigiosos de la cabaña brava española, tanto por su antigüedad como por su encaste, ya que es la única que  conserva de forma pura la sangre Veragua de una de las siete castas fundacionales del toro de lidia: la casta vazqueña.
Esta ganadería procede de la antigua vacada de Florentino Sotomayor, que lidió por primera vez una corrida en Madrid el 23 de mayo de 1919, momento en el que se le concede la antigüedad dentro de la Unión de Criadores de Toros de Lidia (UCTL). En realidad la corrida se celebró el 25 de mayo de 1919  siendo lidiada por los diestros Paco Madrid, Celita y Saleri con las reses del ganadero de Bujalance Florentino Sotomayor Moreno. 
Según consta en la Unión de Criadores de Toros de Lidia, la ganadería de Prieto de la Cal pasta en la finca La Ruiza, una finca de 750 hectáreas donde su casa solariega fue construida en 1852 por la familia de Armando de Soto y Morillas en el término municipal de Niebla (Huelva). La divisa de la ganadería es grana y oro; con señal en hoja de higuera y punta de lanza en la orejas de las reses.

## El origen vazqueño
En el año 1737 tiene lugar el nacimiento de la ganadería de Gregorio Vázquez, formada con toros procedentes de las diferentes ganaderías que tenían las diferentes órdenes religiosas de la Baja Andalucía: los frailes de la Cartuja de Jerez de la Frontera, los hermanos dominicos y los jesuitas de Sevilla. En Utrera (Provincia de Sevilla), en la finca El Toruño, empiezan a pastar estas reses, incorporándose otras puntas de ganado procedente de otras ganaderías, como José Becket o Antonio Cabrera.
Vicente José Vázquez, conde de Guadalete e hijo menor del fundador, será quien tome las riendas de la ganadería a partir de 1780 y quien, diez años más tarde, conseguirá presentar una corrida completa en la antigua plaza de toros de Madrid; lidiándose estos toros el 2 de agosto de 1790, fecha con la que tomará la antigüedad (y que hoy conserva, por herencia, la ganadería de Juan Pedro Domecq.
En 1830, una vez muerto Vázquez, el rey Fernando VII de España se interesa por esta ganadería y la adquiere para sí, trasladándola desde Sevilla hasta el Real Sitio de Aranjuez. A la muerte del monarca, la "Real vacada" pasará a anunciarse como "Real Vacada de la Reina Nuestra Señora", con divisa plata y celeste"; aunque durante la Regencia será vendida en 1835.
Tras diferentes transacciones, la ganadería pasará a manos del Ducado de Veragua, quienes se hará cargo de la gestión de la misma y quien modificará tanto el hierro como la divisa. Durante la segunda mitad del siglo XIX y hasta principios del siglo XX, los "veraguas" serán toros fundamentales para el desarrollo de la tauromaquia gracias a su bravura. 
En 1927, el XVI duque de Veragua termina por vender la ganadería, pasando a manos de Fermín Martín Alonso; quien luego la revendería, en parte, a la familia Domecq.

## Historia de la ganadería
Tomás Prieto de la Cal y Dibildos inicia su aventura como ganadero en 1943  adquiere todo el ganado puro Veragua de los herederos de  Juan Pedro Domecq y Núñez de Villavicencio  que le habían correspondido en herencia a uno de sus hijos, Salvador Domecq y Díez y que éste, a su vez, había revendido a José Enrique Calderón . Con estos toros se hace del hierro que había adquirido al torero Marcial Lalanda y que había sido propiedad de Florentino Sotomayor. A su vez, este mismo hierro había pertenecido, con anterioridad, Fermín Martín Alonso quien se hizo con los toros del duque de Veragua en 1927.
Los toros se trasladaron, inicialmente, a la finca "Los Alburejos", propiedad Prieto de la Cal y, finalmente, estos pasarán en 1954 a "La Ruiza" trasladando más de 800 cabezas de ganado a pie y a caballo , actual finca solariega en la que pastan los toros jaboneros.  El debut del marqués como ganadero tuvo lugar el 24 de agosto de 1945 en la Plaza de toros de Almería, en un cartel que conformaron Carlos Arruza, el peruano Alejandro Montani y Agustín Parra Dueñas «Parrita». 
A partir de este momento, y hasta los años sesenta, la ganadería vivió una etapa dorada ya que, gracias a la calidad, bravura y fiereza de los toros toreros de la talla de Luis Miguel Dominguín, Manolo González (torero) o Antonio Ordóñez consiguieron encumbrarse en la cima del toreo. No obstante, las complicaciones que ofrecen los toros del marqués de Seoane harán que, a partir de los años sesenta, la ganadería quede relegada a un segundo plano, en favor de otro tipo de reses que permitan un nuevo modo de torear y lidiar. 
A la muerte del marqués en 1975, su hijo Tomás Prieto de la Cal y Picón asumirá las riendas de la ganadería junto a su madre, siendo su debut como ganadero en la Plaza de Toros de Tarragona, en un cartel en el que estaban anunciados Pepín Jiménez y Francisco Ruiz Miguel. En la actualidad, la ganadería de Prieto de la Cal acostumbra a lidiar varios festejos en Francia y el norte de España, además de novilladas y corridas concurso, donde sus toros continúan ofreciendo un singular juego en el tercio de varas. El comportamiento de los toros —muy exigente— ha hecho que estas reses queden relegadas de los grandes círculos y ferias; llegando a considerarse, incluso, que muchas de las actuales figuras del toreo no están preparadas para afrontar la lidia de estos toros jaboneros.

## Características de la ganadería
La ganadería de Prieto de la Cal está conformada por unas 150 vacas de vientre y entre 10 y 15 sementales, de procedencia o encaste veragua. Tal y como define García Sánchez en su trabajo sobre el toro de lidia español, estos toros se caracterizan en su fenotipo por su gran trapío, morrillo prominente y por estar, asimismo, degollados de papada. Además, una de las características de los "prieto de la cal" son la preeminencia de toros de pelaje jabonero, pero también negros, castaños , melocotón así como berrendos en todos sus pelos .
Por lo que respecta a su comportamiento durante la lidia, se tratan de toros que tienen una salida muy espectacular, con poder, rematando en las tablas; duros y bravos en el caballo; y de faenas cortas. 

### Toros célebres
- Guerrillero, nº 27, lidiado por Luis Miguel Dominguín en la Plaza de toros Monumental de Barcelona en 1950 y al que le cortó las dos orejas y el rabo. El toro fue premiado con la vuelta al arrastre y premiado como el mejor toro de la temporada taurina de Barcelona en ese año.
- Farolero, jabonero de capa, de 574 kg, que fue lidiado por el catalán Serafín Marín en la Plaza de toros de Zaragoza el 25 de abril de 2008, y que recibió seis varas. Al término del festejo (corrida concurso), fue galardonado como el mejor toro de la corrida.
- Rompedor, nº 26, berrendo en castaño, que fue premiado con la vuelta al ruedo en la Plaza de toros de Hellín (Albacete) el 5 de abril de 2015.